# 프레드 뤼턴
프레더리퀴스 야코뷔스 뤼턴(네덜란드어: Fredericus Jacobus Rutten, 1962년 12월 5일 ~ )은 네덜란드의 전 축구 선수이자 축구 감독이다.